# Kikula (845 m)
Kikula (845 m) – szczyt na granicy polsko-słowackiej, pomiędzy miejscowościami Zwardoń i Skalite, w regionie Międzygórza Jabłonkowsko-Koniakowskiego.
Od strony miejscowości Skalite przy szlaku znajduje się także wiata z ławeczkami i miejscem na ognisko.

## Gigantyczna ławka
Na szczycie znajduje się ogromna ławka, która z uwagi na bliskość od drogi i parkingu cieszy się popularnością wśród turystów. Ławka ma długość 5,30 m i wysokość 3 m. Pełna nazwa ławki to Lavička lásky a rodiny (pol. Ławka miłości i rodziny). Słowackie media używają także określenia Lavička Zaľúbených (pol. Ławka zakochanych). Na ławce jest wyryty napis Pravá láska trvá večne (pol. Prawdziwa miłość trwa wiecznie).

## Nazwa
Na mapach i atlasach funkcjonuje wiele nazw Kikuli. W polskim nazewnictwie poprawna nazwa zarówno góry, jak i jej wierzchołka, to Kikula. Słowacy górę określają Kykula, natomiast szczyt Trojak (845 m n.p.m.). Warto zwrócić uwagę, że w polskiej topografii wyróżnia się jeszcze dodatkowo niewyraźny wierzchołek „Trojaki” (820 m n.p.m.), który znajduje się na krótkim grzbiecie pomiędzy Kikulą (845 m n.p.m.) a Sołowym Wierchem (848 m n.p.m.).
Nazwa Trojak pochodzi od historycznego trójstyku granic Polski, Czech i Węgier. Na górze znajduje się stary słupek graniczny.

## Szlaki turystyczne
ze Zwardoń, Myto 1h, z powrotem 0:45h
 ze Skalitego 1:57h, z powrotem 1:24h